# みどりの学術賞

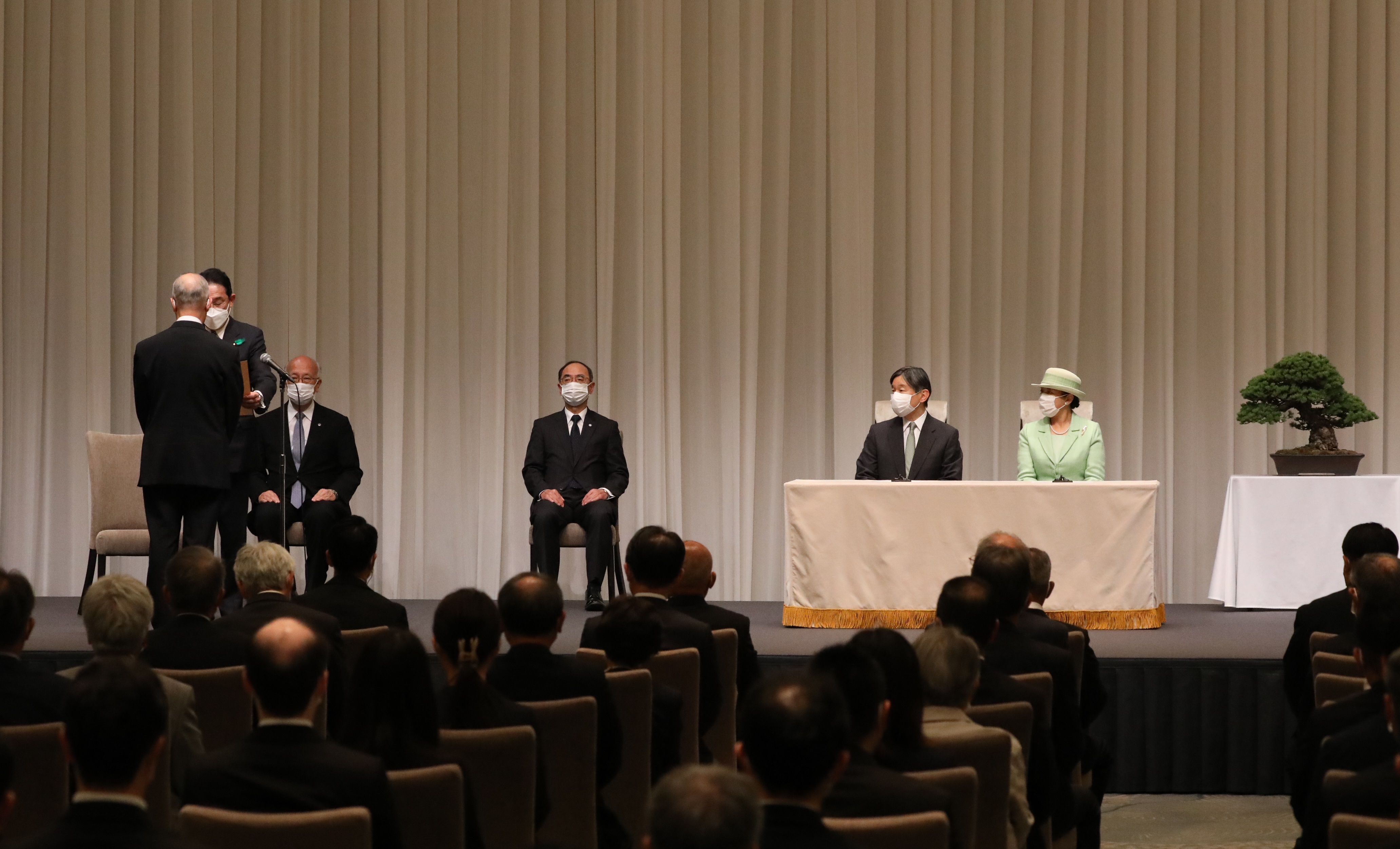
2022年、第16回「みどりの式典」の様子

みどりの学術賞（みどりのがくじゅつしょう）は、日本国内において植物、森林、緑地、造園、自然保護等に係る研究、技術の開発その他「みどり」に関する学術上の顕著な功績のあった個人に対して内閣総理大臣より贈られる表彰。内閣総理大臣賞のひとつ。

## 概要
平成18年（2006年）8月8日の閣議決定により、賞の創設が決まった。授与式はみどりの月間（4月15日から5月17日）中に開催される「みどりの式典」において行われ、天皇・皇后の臨席の下、内閣総理大臣から授与される。
平成19年（2007年）4月27日（みどりの日）、第1回「みどりの式典」が開催され、葉緑体等の研究実績のある杉浦昌弘、森林生態研究に実績のある中静透が受賞した。
平成23年（2011年）は東日本大震災、平成28年（2016年）は熊本地震、令和2年（2020年）は新型コロナウイルス感染症により、「みどりの式典」は中止された。

## 受賞者
- 第1回（2007年）
  - 杉浦昌弘（名古屋大学名誉教授）
  - 中静透（東北大学大学院生命科学研究科教授）

- 第2回（2008年）
  - 淺田浩二（京都大学名誉教授）
  - 石川幹子（東京大学大学院工学系研究科教授）

- 第3回（2009年）
  - 和田正三（九州大学大学院理学研究院特任教授、東京都立大学 (1949-2011)名誉教授）
  - 矢原徹一（九州大学大学院理学研究院教授）

- 第4回（2010年）
  - 黒岩常祥（立教大学大学院理学研究科特任教授、東京大学名誉教授）
  - 鈴木和夫（東京大学名誉教授、森林総合研究所理事長）

- 第5回（2011年）
  - 田畑貞壽（千葉大学名誉教授）
  - 佐藤公行（岡山大学名誉教授）

- 第6回（2012年）
  - 新城長有（琉球大学名誉教授）
  - 中村太士（北海道大学大学院農学研究院教授）

- 第7回（2013年）
  - 宮地重遠（NPO法人地域振興支援センター クリーンアース環境研究所所長、東京大学名誉教授）
  - 鷲谷いづみ（東京大学大学院農学生命科学研究科教授）

- 第8回（2014年）
  - 柴岡弘郎（大阪大学名誉教授）
  - 井手久登（東京大学名誉教授）

- 第9回（2015年）
  - 進士五十八（東京農業大学名誉教授）
  - 寺島一郎（東京大学大学院理学系研究科教授）

- 第10回（2016年）
  - 三井昭二（三重大学名誉教授）
  - 井上勲（筑波大学特命教授、筑波大学名誉教授）

- 第11回（2017年）
  - 丸田頼一（千葉大学名誉教授）
  - 沈建仁（岡山大学異分野基礎科学研究所教授）

- 第12回（2018年）
  - 熊谷洋一（東京大学名誉教授）
  - 篠崎和子（東京大学大学院農学生命科学研究科教授）

- 第13回（2019年）
  - 輿水肇（都市緑化機構代表理事・理事長）
  - 矢野昌裕（農業・食品産業技術総合研究機構次世代作物開発研究センター所長）

- 第14回（2020年）
  - 中瀨勳（兵庫県立人と自然の博物館館長、兵庫県立淡路景観園芸学校学長、兵庫県立大学名誉教授）
  - 福田裕穗（東京大学理事・副学長、東京大学名誉教授）

- 第15回（2021年）
  - 武内和彦（公益財団法人地球環境戦略研究機関理事長、東京大学未来ビジョン研究センター特任教授）
  - 田畑哲之（公益財団法人かずさDNA研究所副理事長・所長）

- 第16回（2022年）
  - 岡田清孝（龍谷大学Ryukoku Extension Center顧問、京都大学名誉教授、基礎生物学研究所名誉教授、総合研究大学院大学名誉教授）
  - 北島薫（京都大学大学院農学研究科教授）

- 第17回（2023年）
  - 春島（倉田）のり（国立遺伝学研究所名誉教授、総合研究大学院大学名誉教授）
  - 津村義彦（筑波大学生命環境系教授、筑波大学山岳科学センター長）